# Gare de Romanshorn
La gare de Romanshorn est une gare ferroviaire suisse des lignes de Schaffhausen à Rorschach (de) et de Winterthur à Romanshorn (de), située sur le territoire de la commune de Romanshorn, dans le canton de Thurgovie.

## Situation ferroviaire
Établie à 398 mètres d'altitude, la gare de bifurcation de Romanshorn est située au point kilométrique (PK) 82,1 de la ligne de Schaffhausen à Rorschach (de), entre les gares de Uttwil et de Egnach. Elle est également l'aboutissement de la ligne de Winterthur à Romanshorn (de).

## Histoire
La gare, située à côté du port utilisé par les ferries qui traversent le lac de Constance, a été ouverte en 1855 après deux ans de planification, comme première étape du ligne de Winterthur à Romanshorn (de) dont elle était alors le terminus. La même année, le bâtiment central de la gare est également construit sur les plans de Johann Jakob Breitinger.
En 1869, la ligne du lac (en allemand Seelinie) est ouverte par la Schweizerische Nordostbahn pour relier Romanshorn à Rorschach, de même que la ligne de train-ferry entre Romanshorn et Friedrichshafen, ainsi qu'entre Lindau et Bregenz. Par la suite, ce sont les liaisons avec le port de Kreuzlingen et la gare de Constance en 1871 ainsi qu'avec Nesslau via Saint-Gall et Wattwil, par la Bodensee Toggenburg Bahn en 1901, qui sont ouvertes.
Pendant la Seconde Guerre mondiale, la liaison par ferry avec Lindau et Bregenz (situés respectivement en Allemagne et en Autriche) est suspendue, alors que la liaison avec Friedrichshafen sera supprimée en 1976, après être restée en service pendant 107 années.
Après un gros travail de rénovation conduit dans les premières années du XXe siècle, quasiment aucune modification ne sera apportée aux installations pendant environ 90 ans. En conséquence, au début du siècle suivant, cinq enclenchements de la gare étaient encore contrôlés par des postes mécaniques qui avaient été fabriqués par l'entreprise allemande Jüdel en 1912 alors que la sortie sud de était contrôlée par le dernier portique de Suisse. De même, les accès aux quais 5 et 6 devaient se faire en traversant un passage à niveau protégé par le fameux Chetteli, un ensemble composé de chaînes et d'un rideau roulant. Les Chemins de fer fédéraux suisses décidèrent alors de procéder à d'importants travaux de rénovation et de modernisation pour environ 50 millions de francs, approuvés par référendum. Les travaux débutèrent en été 2001 et se terminèrent en novembre 2003.

## Service des voyageurs

### Réseau S-Bahn
- S1 Schaffhouse - Will
- S10 Weinfelden
- S7 Weinfelden Lindau-Reutin

Le 26 mars 2022, les compagnies de chemin de fer Thurbo et ÖBB, ont inauguré une nouvelle ligne S-bahn, numéro S7, de Romanshorn via Bregenz à Lindau-Reutin. Dès 2023, la ligne sera prolongée vers l'Île de Lindau.

### Autres Lignes
La compagnie de chemin de fer Südostbahn relie Saint-Gall à Lucerne, en passant par Romanshorn, avec le Voralpen-Express.
La gare est également desservie alternativement chaque heure par les lignes Intercity 8 et 81 respectivement à destination de Brigue et Interlaken-Ouest.

## Patrimoine ferroviaire
L'ensemble formé par le port, la gare et les entrepôts attenants est inscrit comme bien culturel suisse d'importance nationale.